# Saukkojärvi (sjö i Finland, Lappland, lat 66,25, long 26,57)
Saukkojärvi är en sjö i Finland. Den ligger i kommunen Rovaniemi i landskapet Lappland, i den norra delen av landet, 700 km norr om huvudstaden Helsingfors. Saukkojärvi ligger 195,8 meter över havet. Den ligger vid sjön Paattinkijärvi. Arean är 1,08 kvadratkilometer och strandlinjen är 12 kilometer lång. Sjön  ingår i Kemi älvs huvudavrinningsområde. 